# Miguel Arregui
Miguel Arregui (Trinidad, 24 de octubre de 1956) es un periodista y docente uruguayo. 

## Biografía
Vivió en el campo hasta los 18 años, cerca del arroyo Tres Árboles, en el departamento de Río Negro, y de Paso de los Toros, y luego emigró a Montevideo. Trabajó en el semanario Búsqueda, del que fue jefe de redacción entre 1985 y 1994; el diario El Observador entre 1997 y 2010 y 2015-2023, del que fue editor general; y en el diario El País (Uruguay), entre 2010 y 2015.
Dirigió Gran Enciclopedia del Uruguay, publicada por El Observador en cuatro tomos y 1.664 páginas en 2002-2003, la primera enciclopedia clásica hecha en el país, con miles de artículos ordenados alfabéticamente y de muy diversas disciplinas. A partir de 2010 dirigió un desarrollo de esa obra, que el diario El País publicó a partir de 2011 bajo el título La Enciclopedia de El País, en 16 tomos y 2.048 páginas. Incluye unos 10.000 artículos y más de 4.200 biografías.
En 2015 regresó al diario El Observador, donde fue columnista los días sábados, y publicó un blog sobre temas diversos.
En diciembre de 2023 comenzó a publicar artículos de opinión en Montevideo Portal junto a otros columnistas en una nueva sección llamada "Confirma". En abril de 2024 inició en el mismo medio la publicación de un libro de historia nacional, en más de 70 capítulos semanales, bajo el título El nacimiento del Uruguay moderno.
Fue docente de periodismo en la Universidad ORT Uruguay entre 2005 y 2007.